# Провинција Бизен
Бизен (јап. 備前国) је једна од 66 историјских провинција Јапана, која је постојала од почетка 8. века (закон Таихо из 703. године) до Мејџи реформи у другој половини 19. века. Бизен се налазио на западном делу острва Хоншу, на обали Унутрашњег мора.
Царским декретом од 29. августа 1871. све постојеће провинције замењене су префектурама. Територија Бизена одговара југоисточном делу данашње префектуре Окајама.

## Географија
Бизен је на југу излазио на Унутрашње море. На северу се граничио са провинцијом Мимасака, на западу са провинцијом Бичу, а на истоку са провинцијом Харима.